# Дубель
Дубель (пол. Dubiel, нім. Dubiel, 1928–38:Neuwalde, 1938–45:Daubel) — село в Польщі, у гміні Квідзин Квідзинського повіту Поморського воєводства.
Населення — 200 осіб (2011).
У 1975-1998 роках село належало до Ельблонзького воєводства.

## Демографія
Демографічна структура станом на 31 березня 2011 року:
|          | Загалом | Допрацездатний вік | Працездатний вік | Постпрацездатний вік |
| -------- | ------- | ------------------ | ---------------- | -------------------- |
| Чоловіки | 107     | 36                 | 64               | 7                    |
| Жінки    | 93      | 25                 | 54               | 14                   |
| Разом    | 200     | 61                 | 118              | 21                   |